# Тинйиат

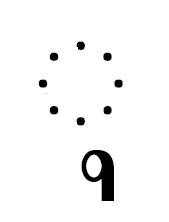

Тинйиат (тайск. ตีนเหยียด — выпрямленная нога) — –ุ, подстрочный диакритический знак тайской, лаосской и кхмерской письменности, обозначает короткий огубленный гласный заднего ряда верхнего подъёма (сара у, произносится как oo в английском book). Долгий гласный передаётся знаком тинкху. Символ юникода — U+0E38. При транслитерации передается как «OO».